# تامس سول
تامس سُوْل (‎/soʊl/‎; زاده ۱۹۳۰) اقتصاددان، نظریه‌پرداز اجتماعی، فیلسوف سیاسی و نویسندهٔ آمریکاییست.
او هم‌اکنون عضو پیوستهٔ ارشد انستیتو هوور، دانشگاه استنفورد است. سول در کارولینای شمالی زاده شد ولی در هارلم، ایالت نیویورک بزرگ شد. او در دبیرستان ترک تحصیل کرد و در جنگ کره در سپاه تفنگداران دریایی ایالات متحده آمریکا خدمت کرد. او در ۱۹۵۸ لیسانس خود را از دانشگاه هاروارد، فوق لیسانس خود را در ۱۹۵۹ از دانشگاه کلمبیا و دکترا را در اقتصاد در ۱۹۶۸ از دانشگاه شیکاگو دریافت کرد.
او به عنوان عضو هیئت علمی دانشگاه‌های متعددی چون دانشگاه کرنل و دانشگاه کالیفرنیا، لس‌آنجلس بوده‌است. از ۱۹۸۰ در انستیتو هوور در دانشگاه استنفورد مشغول به کار بوده‌است. او از منظر لیبرترین و محافظه‌کار می‌نویسد و از اقتصاد بازار آزاد دفاع می‌کند و بیش از سی کتاب نوشته‌است. او برندهٔ مدال ملی علوم انسانی است.